# Вестерн ужасов
Вестерн ужасов — кроссжанр жанров ужасов и вестерна. Он уходит корнями в такие фильмы, как «Проклятие нежити» (1959), в котором Майкл Пейт играет охотника на вампиров; и «Билли Кид против Дракулы» (1966), в котором изображён настоящий преступник Билли Кид, сражающийся против вымышленного вампира Дракулы.
Среди новых примеров — «Почти стемнело» (1987) режиссера Кэтрин Бигелоу, которая рассказывает историю о человеке, влюбляющемся в вампира. «От заката до рассвета» (1996) Роберта Родригеса имеет дело с преступниками, сражающимися с вампирами. «Вампиры» (1998) Джона Карпентера, рассказывает о группе вампиров и охотников на вампиров, ищущих древнюю реликвию на Диком Западе. «Людоед» (1999) касается каннибализма на отдаленном форпосте армии США, а «The Burrowers» (2008) рассказывает о группе трекеров, которых преследуют заглавные существа. «Президент Линкольн: Охотник на вампиров» (2012) изображает жизнь Авраама Линкольна как тайного охотника на вампиров. «Костяной томагавк» (2015), один из последних фильмов в жанре, получил широкое признание критиков за свой сюжет о каннибализме, но, как и многие другие фильмы в этом жанре, он не имел коммерческого успеха.
Среди игр, которые сочетают в себе два жанра, Deadlands — ролевая игра в альтернативной реальности. Undead Nightmare (2010), дополнение к Red Dead Redemption (2010), пример видеоигры в жанре, рассказывающей историю эпидемии зомби на Диком Западе, а также Evil West (2022).